# Шабагиш
Шабагиш (баш. Шәбағыш) — деревня в Куюргазинском районе Башкортостана, административный центр Шабагишского сельсовета. В селе работает музей Пушкина .

## История
Деревня основана в 1928 году. 

## Население
| 2002 | 2009 | 2010 |
| ---- | ---- | ---- |
| 530  | ↗571 | ↗581 |

Национальный состав
Согласно переписи 2002 года, преобладающие национальности — татары (49 %), башкиры (45 %).

## Географическое положение
Расстояние до:
- районного центра (Ермолаево): 10 км,
- ближайшей ж/д станции (Ермолаево): 9 км.

## Улицы
- Аллагуватская
- Мечетная
- Мира
- Солнечная

## Религия
В деревне есть мечеть.